# Timberland (entreprise)
Pour les articles homonymes, voir Timberland.
Timberland est une marque de The Timberland Company, une entreprise fabriquant et vendant ses propres produits de textile. Elle est spécialisée dans l'habillement de plein air, notamment les chaussures. Les chaussures de la marque, à l'origine destinées aux bucherons, sont utilisées en principe pour la randonnée pédestre mais restent avant tout un objet d'usage courant. La marque s'est ensuite diversifiée avec des montres, des sacs, et autres objets.

## Historique de la compagnie
- En 1918, Nathan Swartz commence sa carrière de cordonnier à Boston comme apprenti.
- En 1952, Swartz achète des parts de la Abington Shoe Company[1] de Boston et travaille pour d'autres fabricants.
- En 1955, Swartz rachète le reste de la compagnie et y introduit ses fils.
- En 1960, la famille Swartz présente une technique innovante dans l'industrie de la chaussure : le moulage par injection. Ils produisent des bottines pratiquement imperméables en fixant les semelles au cuir sans couture. Pour cela, le granulat qui se trouve être la matière première de la future semelle en gomme est liquéfié, puis injecté dans le moule, lui-même fermé par la chaussure déjà montée sur sa forme.
- En 1973, la marque Timberland est représentée sur les produits. En raison de la grande popularité de ces chaussures, l'entreprise se renomme The Timberland Company.
- En 1978 et 1979, Timberland développe sa gamme avec des chaussures plus traditionnelles et des chaussures de bateau.
- Dans les années 80, la compagnie s'exporte dans le monde et en premier lieu en Italie[1].
- Sidney Swartz, l'un des fils du fondateur, prend la tête de la société, il est toujours Président. Sous sa direction, Timberland agrandit sa gamme, en ajoutant des vêtements et des chaussures pour femmes.
- Dans les années 90, the Timberland Company s'élargit davantage avec des sacs à dos, des montres et des chaussures pour enfants.
- En 1998, sort la série Timberland Pro de chaussures et vêtements (pantalon, blouson, t-shirt essentiellement) à usage théoriquement professionnel.
- En 2006, la compagnie acquiert l'entreprise de textile galloise Howies[2].
- En 2007, Timberland rachète la compagnie de chaussures de skateboard, Ipath[3].
- En 2011, le groupe de textile américain VF Corporation, propriétaire de la marque The North Face, achète Timberland[4],[5].
- En 2019, la marque dispose d'une trentaine de magasins en France dont le dernier à avoir ouvert en date est celui de Rennes, lequel a fermé ses portes en 2018[6],[7],[8].